# جاي ديميل
غاي رولاند ديميل (بالفرنسية: Guy Demel)‏ (مواليد 13 يونيو 1981 في أورساي - فرنسا) لاعب كرة قدم عاجي يلعب حاليا لصالح نادي الدرجة الأولى هامبورغ الألماني منذ 2005 في مركز الظهير الأيمن.

## روابط خارجية
- جاي ديميل على موقع الاتحاد الدولي (مؤرشف)  (الإنجليزية)
- جاي ديميل على موقع قاعدة بيانات كرة القدم.إي يو (الإنجليزية)
- جاي ديميل على موقع بيانات كرة القدم. دي إي (الألمانية)
- جاي ديميل على موقع ناشيونال فوتبول تيمز (الإنجليزية)
- جاي ديميل على موقع Soccerbase.com (لاعب) (الإنجليزية)
- جاي ديميل على موقع Soccerway.com (الإنجليزية)
- جاي ديميل على موقع عالم كرة القدم.نت (الإنجليزية)
- جاي ديميل على موقع كووورة
- جاي ديميل على موقع AS.com (الإسبانية)